# 아들을 위하여
《아들을 위하여》는 2011년 12월 4일부터 2011년 12월 25일까지 방영된 KBS 드라마 스페셜 연작 시리즈 시즌2의 첫 번째 작품이다.

## 등장 인물

### 주요 인물
- 최수종 : 승호 역
- 황수정 : 지숙 역
- 장현성 : 태수 역

### 주변 인물
- 정원중 : 반장 역
- 김민상 : 교관 역
- 김응수 : 차장 역
- 현성 : 석원 역
- 박원상 : 필규 역
- 황석정 : 명화 역
- 서현석 : 준혁 역
- 서지승 : 혜림 역
- 위현태 : 상환 역

### 특별출연
- 김주환 : 박윤기 역
- 송영길 : 개도둑 역

## 수상
- 2011년 KBS 연기대상 연작·단막극상 - 최수종